# Episodi di Squadra Speciale Cobra 11 (decima stagione)
La decima stagione della serie televisiva Squadra Speciale Cobra 11 è stata trasmessa in prima visione in Germania da RTL in due diversi periodi: nei giorni 30 marzo 2006 e dal 27 aprile al 18 maggio seguenti (episodi 139 e 143-145 secondo l'ordine di messa in onda, parte della stagione 19 di RTL), e dal 7 settembre al 16 novembre 2006 per i rimanenti episodi (146-157, stagione 20). In Italia è stata trasmessa in prima visione da Rai 2 dal 4 luglio al 1º agosto 2007 per i primi dieci episodi, e conclusa dal 4 al 13 settembre seguenti, seguendo l'ordine di produzione (eccetto per gli episodi Ricordi del passato ed Evasione).
| nº | n° RTL (diffusione) | Titolo originale       | Titolo italiano      | Prima TV Germania | Prima TV Italia   |
| -- | ------------------- | ---------------------- | -------------------- | ----------------- | ----------------- |
| 1  | 143                 | Kein Weg zurück        | Senza via d’uscita   | 27 aprile 2006    | 4 luglio 2007     |
| 2  | 139                 | Unter Verdacht         | Sospettato           | 30 marzo 2006     | 4 luglio 2007     |
| 3  | 144                 | Flashback              | Ricordi del passato  | 11 maggio 2006    | 4 settembre 2007  |
| 4  | 146                 | Vertrauenssache        | Evasione             | 7 settembre 2006  | 4 settembre 2007  |
| 5  | 145                 | Unter Feuer            | Sotto tiro           | 18 maggio 2006    | 11 luglio 2007    |
| 6  | 153                 | Frankie                | Frankie              | 19 ottobre 2006   | 11 luglio 2007    |
| 7  | 155                 | Der letzte Coup        | Redenzione           | 2 novembre 2006   | 18 luglio 2007    |
| 8  | 154                 | Das Versprechen        | La promessa          | 26 ottobre 2006   | 18 luglio 2007    |
| 9  | 147                 | Volles Risiko          | Padre e figlia       | 7 settembre 2006  | 25 luglio 2007    |
| 10 | 156                 | Der Fahrer             | Trucco informatico   | 9 novembre 2006   | 25 luglio 2007    |
| 11 | 148                 | Im Angesicht des Todes | Gemini               | 14 settembre 2006 | 1º agosto 2007    |
| 12 | 157                 | Hals- und Beinbruch    | In bocca al lupo     | 16 novembre 2006  | 1º agosto 2007    |
| 13 | 152                 | Die zweite Chance      | La seconda chance    | 12 ottobre 2006   | 11 settembre 2007 |
| 14 | 150                 | Tödliche Bewährung     | Amicizie sbagliate   | 28 settembre 2006 | 11 settembre 2007 |
| 15 | 149                 | Lauras Entscheidung    | Padre modello        | 21 settembre 2006 | 13 settembre 2007 |
| 16 | 151                 | Freundschaft           | Una vacanza da sogno | 5 ottobre 2006    | 13 settembre 2007 |

## Senza via d'uscita
- Titolo originale: Kein Weg zurück
- Diretto da: Carmen Kurz
- Scritto da: Michael Krause

### Trama
La guardia giurata Wolf Kröger si è indebitata fino al collo per garantire una vita di lusso alla moglie e alla figlia. Quando Wolf decide di compiere una rapina a un portavalori assieme a un collega, la Squadra incomincia a sospettare di lui. Poi Wolf si spinge oltre al limite perché non vede più via di scampo e uccide il suo "compagno di rapina"; la moglie Sabine vede i debiti di suo marito e chiama Andrea, che le spiega che Krager è il principale indiziato. Wolf viene raggiunto mentre vuole suicidarsi, ma quando Semir e Tom gli ricordano il valore immenso di sua moglie e sua figlia, si costituisce.
- Altri interpreti: Michael Lott (Wolf Kröger), Dana Golombek (Sabine Kröger), Sascha Schäfke (Riedel), Cleo-Johanna Budde (Tina)

## Sospettato
- Titolo originale: Unter Verdacht
- Diretto da: Carmen Kurz
- Scritto da: Arne Nolting, Jan-Martin Scharf

### Trama
Semir è sospettato dell'omicidio di Kerstin Schotte perché si ritrova in casa sua (nel suo letto) e non ricorda cosa sia successo la sera. Semir si proclama innocente ma solo Tom, la Engelhardt e Andrea gli credono cercando di impedire il suo arresto e proteggendolo mentre sono in cerca di prove per dimostrare la sua innocenza. Alla fine riusciranno a scagionarlo.
- Altri interpreti: Sandra S. Leonhard (Kerstin Schotte), Christian Tasche (Heinz Bremer), Arndt Schwering-Sohnrey (Kolb), Karim Köster (Rico Jacobs)

## Ricordi del passato
- Titolo originale: Flashback
- Diretto da: Carmen Kurz
- Scritto da: Ingo Regenbogen, Horst Wieschen

### Trama
Semir è agitato per la vicina nascita della figlia. Nel frattempo trovano una ragazza che scappa da qualcuno; la ragazza ha però un'amnesia e non ricorda nulla, nemmeno la sua identità. Tra flashback e colpi di scena viene raccontato il traffico di pezzi meccanici per aerei, che la ragazza, Petra Schubert, aveva scoperto essere legati all'aeroporto in cui lavorava come segretaria. Scoperto l'inganno, Petra non ha però più un luogo dove stare e viene così assunta dalla polizia stradale come nuova segretaria.
- Altri interpreti: Mathias Herrmann, Martina Hill (Petra Schubert), Andreas Herder (Kordes)

## Evasione
- Titolo originale: Vertrauernssache
- Diretto da: Carmen Kurz
- Scritto da: Roland Heep, Jeanet Pfitzer

### Trama
Petra Schubert è costretta a scegliere tra la lealtà ai suoi colleghi e la vita dell'ex-fidanzato quando alcuni criminali per i quali costui lavorava li sequestrano, usando lui come parte del piano per ottenere la collaborazione di lei, insospettabile segretaria di polizia, al fine di portare a segno il furto di quadri artistici d'inestimabile valore.
- Altri interpreti: Rolf Kanies (Peter Bischoff), Andreas Schwaiger (Max Kallisch), Luca Zamperoni (Markus Tischer), Helmut Zierl (Henrik Pfeifer), Thomas Kautenburger (Schulz)

## Sotto tiro
- Titolo originale: Unter Feuer
- Diretto da: Axel Barth
- Scritto da: Ingo Regenbogen, Horst Wieschen

### Trama
In una piazzola di sosta, Tom e Semir assistono a un omicidio. L'indagine li porta a sgominare un importante traffico d'armi tra Germania e Namibia, in cui sono coinvolti il killer Harding e l'impresaria Patricia Braukmann.
- Altri interpreti: Katy Karrenbauer (Patricia Braukmann), Dennenesch Zoudé (Tira Jones), Uwe Rathsam (Robert Harding), Kerstin Thielemann (Isolde Maria Schrankmann)

## Frankie
- Titolo originale: Frankie
- Diretto da: Axel Barth
- Scritto da: Andreas Schmitz

### Trama
Frank, il padre di Tom, ha un incidente in autostrada, provocato dai figli di un usuraio a cui deve dei soldi. La socia di Frank decide di incastrarlo per poter avere il bar, proprietà di entrambi, tutto per sé. Tom, Semir e la Engelhardt, che ha una storia con Frank, riescono a salvare l'uomo.
- Altri interpreti: Jörg Löw (Frank "Frankie" Kranich), Gunda Ebert (Natascha), Juraj Kukura (Pal Dardei), Daniel Christensen (Imre Dardei)

## Redenzione
- Titolo originale: Der letzte Coup
- Diretto da: Sebastian Vigg
- Scritto da: Michael Krause

Tom è in licenza e nel frattempo Semir lavora con Dieter. Insieme intercettano dei ladri, dei quali uno ha ucciso una persona. Semir rischia di essere ucciso da Moller (il violento), ma Falco (la mente della banda) interviene e gli salva la vita. Falco, dopo aver restituito il denaro, viene ucciso da Moller, che muore a sua volta in un incidente mentre cercava di fuggire.
- Altri interpreti: Roman Kinzka (Falk), Daniela Wutte (Lena Weber), Joachim Schweizzer (Möller), Andreas Schmidt-Schaller (Hansen)

## La promessa
- Titolo originale: Das Versprechen
- Diretto da: Sebastian Vigg
- Scritto da: Ralf Ruland

### Trama
Un inseguimento in autostrada provoca un incidente nel quale rimane coinvolta tra gli altri una donna, che all'invito della polizia a rimanere in auto fugge, anche se Tom e Semir la acciuffano quasi subito. Si scopre che la donna è fuggita con un'auto rubata da una clinica psichiatrica, nella quale è stata rinchiusa in quanto, già psicolabile, continua ad affermare che il marito, che ha perso la vita in un incidente sul lavoro, in realtà sia stato ucciso; Tom prende molto a cuore la questione e le promette che avrà giustizia. Nonostante l'apparente infondatezza delle sue affermazioni, che potrebbe avere semplicemente causa nella sua psicolabilità, e l'iniziale titubanza di Semir, i due riusciranno a dimostrare che la donna ha ragione.
- Altri interpreti: Simone Thomalla (Susanne Schneider), Jürgen Tonkel (Pokorny), Oscar Ortega Sànchez (Dieter Ahrends), Julian Weigend (l'aiuto di Pokorny), Marcus Grüsser (Araan Reuter), Markus H. Eberhard (Kai Schröder)

## Padre e figlia
- Titolo originale: Volles Risiko
- Diretto da: Heinz Dietz
- Scritto da: Lorenz Stassen

### Trama
Un ricco uomo d'affari viene rapito. Apparentemente si tratta di un normale rapimento a scopo di estorsione ma qualcosa non quadra, a cominciare dalla troppa facilità con cui la polizia riesce a compiere un blitz per liberarlo.
- Altri interpreti: Ralf Dittrich (Hinrich Wanrath), Loretta Pflaum (Melissa Wanrath), Jörg Pose (Karl Hoffmann), Giulio Ricciarelli (Gerald Roth), Sanna Englund (Janine Winter)

## Trucco informatico
- Titolo originale: Der Fahrer
- Diretto da: Ed Ehrenberg
- Scritto da: Mike Bäuml

### Trama
Quando una banda specializzata in furti d'auto di lusso perde il guidatore in seguito ad un incidente stradale mentre cercava di sfuggire dalla polizia, il più giovane del gruppo propone il fidanzato di sua sorella, ex collaudatore già condannato a tre anni di prigione e rimasto senza patente. Questi non accetta e anzi ammonisce il giovane di stare lontano dai guai, fornendo inoltre dettagli utili a Tom e Semir, che gli propongono di riottenere la patente se lui avesse finto di accettare per agire come infiltrato. Ma quando scopre che il ragazzo lo ha ignorato ed è rimasto nella banda, diventa combattuto tra la speranza di riavere la patente e la volontà di non tradire il fratello della sua ragazza.
- Altri interpreti: Mark Waschke (Sven Racke), Murat Yilmaz (Lennert), Julia Dietze (Lara), Adrian Topol (Thilo)

## Gemini
- Titolo originale: Im Angesicht des Todes
- Diretto da: Axel Barth
- Scritto da: Arne Nolting, Jan-Martin Scharf

### Trama
Semir e Tom sono alle prese con un omicidio di donna, compiuto da un serial killer noto come Gemini, che si diverte a invitarle, a conoscerle, e infine a ucciderle. Grazie al commissario Engelhardt l'assassino verrà fermato.
- Altri interpreti: Tobias Nath (David Eggers), Volker Weidlich (Armin Lamprecht), Thomas M. Held (capo di Flirtpage), Lutz Blochberger (Dott. Steinschulte), Nils Julius (Lars Windschuh)

## In bocca al lupo
- Titolo originale: Hals- und Beinbruch
- Diretto da: Axel Barth
- Scritto da: Andreas Heckmann, Andreas Schmitz

### Trama
Semir Gerkhan e Tom Kranich inseguono un furgone portavalori appena assalito da due malviventi. Dopo poco tempo, i rapinatori riusciranno a seminare i due poliziotti. Dopo l'incidente scaturitosi, Semir, tamponato da Otto, si rompe una gamba. Non potrà quindi partecipare alle indagini.
- Altri interpreti: Thorsten Nindel (Hoven), Clemens Schick (Paschmann), Ulrike Tscharre (Sabine Kerner)

## La seconda chance
- Titolo originale: Die zweite Chance
- Diretto da: Axel Sand
- Scritto da: Michael Krause

### Trama
Tom e Semir inseguono due criminali che vogliono dei documenti da un certo Eckert, che muore in un incidente in autostrada. Alla fine si verrà a scoprire che i criminali cercano dei documenti in realtà contenuti in una valigetta in possesso della moglie del defunto.
- Altri interpreti: Alma Leiberg (Iris Eckert), Camilla Renschke (Mona Eckert), Michael Hanemann (Wilfried Eckert), Dirk Simpson (Keller)

## Amicizie sbagliate
- Titolo originale: Tödliche Bewährung
- Diretto da: Axel Sand
- Scritto da: Michael Krause

### Trama
Un taxista sta aspettando i clienti fuori da un centro commerciale. All'improvviso salgono sul suo veicolo dei malviventi che hanno appena rapinato una gioielleria, che per caso si rivelano dei vecchi soci d'affari del conducente, uscito giusto pochi mesi prima di galera e attualmente in libertà vigilata. Così il pover uomo, che non voleva farsi coinvolgere nel malaffare, si ritrova di nuovo nei guai; Semir e Tom iniziano quindi le indagini. Nel corso dell'episodio, uno dei partecipanti al colpo non si fida del capo della banda, perché crede che si voglia tenere il bottino del furto tutto per sé. Così dapprima uccide uno dei colleghi, e quando sta per uccidere anche il secondo, intervengono i poliziotti in soccorso di quest'ultimo, il quale, venuto a conoscenza dell'omicidio dell'amico, preferisce collaborare. Ora dunque rischiano la vita il capo dei malviventi e il taxista coinvolto nel furto. Quest'ultimo aveva preferito chiedere la refurtiva al capo, già minacciato dal malvivente ribelle, per attrarre questo da lui, dimostrare la sua innocenza e incastrare il collega. Il figlio del taxista però avverte la polizia, che fa in modo che tutto si risolva per il meglio.
- Altri interpreti: Henning Baum (Rainer Goltz), Horst-Günter Marx (Pohl), Bernd Gnann (Hesse), Jule Ronstedt (Mariet Goltz)

## Padre modello
- Titolo originale: Lauras Entscheidung
- Diretto da: Axel Barth
- Scritto da: Elke Schilling

### Trama
Una donna che lavora come addetta alle pulizie viene aggredita da due uomini che tentano di rapirla, ma viene salvata appena in tempo da Tom e Semir. Il caso diventa intricato quando la stessa fugge dalla custodia dei due ispettori, che la stavano portando al comando per un resoconto formale dell'accaduto, e si scopre che tutti i suoi documenti personali sono falsi; una volta scoperta la sua vera identità, la Squadra scopre con stupore che, secondo i dati della polizia, lei e la figlia risultano decedute da due anni. Tom e Semir faranno di tutto per salvarle.
- Altri interpreti: Jasmin Gerat (Laura Neiser), Oliver Mommsen (Hendrick Neiser), Noemi Slawinski (Lisa Neiser), Max Gertsch (Lisa Neiser), Florian Panzner (Ralf Hartwig)

## Una vacanza da sogno
- Titolo originale: Freundschaft
- Diretto da: Axel Barth
- Scritto da: Arne Nolting, Jan-Martin Scharf

### Trama
Tom e Semir sono diretti al aeroporto per prendere Otto e Dieter di ritorno dalle loro vacanze andate male per una discussione al quale tronca l'amicizia di Otto e Dieter. Durante la discussione in macchina dei criminali sparano alla macchina di Semir per poi creare un incidente. Appena rientrati al commissariato Tom e Semir pensano che qualcuno li voglia morti. Dieter scopre che non ha con sé la sua valigia che è stata scambiata con un'altra all'aeroporto da una donna e capisce che i criminali che sparavano era diretto a Dieter. Egli stesso lo porta alla scientifica ma non trova nulla di importante che possa ottenere. In quel momento dei criminali gli mettono a soqquadro la casa per cercare la valigia scambiata all'aeroporto ma pur non trovandola aspettano il ritorno a casa del poliziotto che rapiscono e portano alla scientifica dal quale rubano la valigia e l'auto di Hartmut con la quale Dieter viene investito. Però Hartmut aveva trovato nel bagaglio un MP3 il quale ha scaricato una copia prima che rubassero dai malviventi e insieme ad Semir e Tom scoprono che voglio rubare in una casa d'asta un'auto di un valore di 9.000.000.€ sotto il naso della sorveglianza che non sanno che le telecamere sono hackerate da Sabine Prinz. Otto corre in ospedale per chiedere scusa a Dieter e i due scoprono che i malviventi sono diretti all'aeroporto. Ma giunti sul hangar i due vengono beccati ma Prinz tradisce Marcus Degens perché aveva ucciso il suo socio per aver rivelato a Sabin che era stato in carcere per il fallimento dell'autonoleggio. Nel frattempo arrivano Tom e Semir e si mettono ad inseguire la Priz. Otto e Dieter li raggiungono in autostrada con la macchina rubata alla casa d'asta e mandano fuori strada la Prinz. Arrestata la donna Tom e Semir litigano per chi deve guidare la macchina da 9000000 € e Otto e Dieter ritornano ad essere amici e compagni di lavoro.
- Altri interpreti: Alexander Lutz (Marcus Degen), Julia Thurnau (Sabine Prinz), Thomas Wingrich (Andreas Kuhn), This Maag (Alexander Barth)